# N40 (Niger)
Die N40 oder RN40 ist eine hochrangige Straße vom Typ Nationalstraße (französisch route nationale) in den Regionen Maradi und Zinder in Niger.

## Verlauf und Charakteristik
Die N40 ist insgesamt 94 Kilometer lang. Sie beginnt in der Stadt Tessaoua in der Region Maradi als Abzweigung von der N37. Sie führt durch das Dorf Dan Kori, den Gemeindehauptort Issawane und das Dorf Sarkin Aréwa. Danach erreicht sie die Region Zinder und mündet beim Gemeindehauptort Belbédji in die N32.
Es handelt sich bei der N40 durchgängig um eine einfache Piste.